# Български език (списание)
„Български език“ (pISSN: 0005-4283, eISSN: 2603-3372) е българско филологическо научно списание, което излиза от 1951 г. като научнопопулярно и научно издание на Института за български език при БАН. Целта му е да популяризира разностранната дейност на Института и да бъде научна трибуна за повишаване езиковата култура на обществото. Постепенно през десетилетията то се превърна в централен орган на българските езиковеди.
Обнародваните в списанието статии, дискусии, бележки, материали, критични отзиви осветляват различни въпроси на съвременното състояние (фонетика, граматика, речник, език и стил на писателите) и историческото развитие на нашия език. От друга страна, съобразявайки се с необходимостта от тясна връзка между езиковата теория и практика, списанието дава редовно указания по въпросите на правилността и чистотата на родния език. Поместват се и съобщения из езиковедския живот и в България, и в чужбина.
Годишно излизат от печат 4 книжки.
В продължение на 25 години (от 1951 до 1975 г.) главен редактор на списание „Български език“ е чл.-кор Любомир Андрейчин, от 1987 до 2003 г. – акад. Валентин Станков, след това главен редактор е проф. Владко Мурдаров.
Списание „Български език“ се реферира и индексира в следните бази данни с научна информация:
- ERIH PLUS − European Reference Index for the Humanities
- BRILL – Linguistics Bibliography Online
- PROQUEST − Linguistics&Language Behavior Abstracts
- ANVUR − National Agency for the Evaluation of Universities and Research Institutes
- MIAR − Information Matrix for the Analysis of Journals
- eLIBRARY.RU